# James Banks (cầu thủ bóng đá)
James Banks là một cầu thủ bóng đá người Anh thi đấu ở Football League cho Blackpool, câu lạc bộ duy nhất được biết đến. Ông có 11 lần ra sân tại Giải vô địch trong mùa giải 1897–98.